# Paul Oskar Kristeller
Paul Oskar Kristeller (22 mai 1905 à  Berlin - 7 juin 1999 à New York) est un spécialiste de la Renaissance et de l'humanisme. Il termine sa carrière universitaire comme professeur émérite de philosophie à l'université Columbia à New York.

## Biographie
En 1928, il obtient un doctorat en philosophie à l'université de Heidelberg avec une thèse sur Plotin et poursuivit par des études de philologie antique.

## Œuvres
- (de) Der Begriff der Seele in der Ethik des Plotin. Tübingen: J. C. B. Mohr, 1929.
- (la) (ed.) Supplementum Ficianum. Marsilii Ficini Florentini, philosophi platonici, opuscula inedita et dispersa. Primum collegit et ex fontibus plerumque manuscriptis edidit. Florentiae: Olschki, 1937, 2 vol.
- (en) (ed.) The Renaissance Philosophy of Man. Chicago: The University of Chicago Press, 1950.
- (en) The modern system of the arts, in Journal of the History of Ideas, 12, 1951, p. 496-527 et 13, 17-46 ; repr. 1965 and 1980 ; new. ed. 1990.
- (en) The Classics and Renaissance Thought. Cambridge: Harvard University Press, 1955.
- (en) Iter italicum. A finding list of uncatalogued humanistic manuscripts of the Renaissance in Italian and other libraries. London: The Warburg Institute, Leiden: E. J. Brill, 1963-1997, 7 vol.
- (en) Eight Philosophers of the Italian Renaissance. Stanford: Stanford University Press, 1964.
- (de) Die Philosophie des Marsilio Ficino. Frankfurt: Klostermann, 1972.
- (de) Humanismus und Renaissance. 2 vol., München: Fink, 1974-1976
- (de) Die Ideen als Gedanken der menschlichen und göttlichen Vernunft. Heidelberg: Winter, 1989.
- (en) Studies in Renaissance Thought and Letters, vol. I-IV, Rome: Edizioni di Storia e Letteratura, 1956-1996.